# Aclastus solitudinum
Aclastus solitudinum là một loài tò vò trong họ Ichneumonidae.